# Charles-Pierre Gourlier
Charles-Pierre Gourlier (* 15. Mai 1786 in Paris; † 16. Februar 1857 ebenda) war ein französischer Architekt, Kupferstecher und Kunstschriftsteller.

## Leben
Charles-Pierre Gourlier studierte Baukunst bei dem berühmten Architekten Jean-Antoine Alavoine sowie bei Jean-Nicolas Huyot an der École des Beaux-Arts. Danach beschäftigte er sich auch mit der Kupferstechkunst. Bereits im Alter von 25 Jahren wurde er Mitglied des Leitungsgremiums für die öffentlichen Bauarbeiten, als 1811 dessen Gründung erfolgte. In dieser Institution war er zuerst als Kontrolleur, ab 1815 als Revisionsleiter sowie von 1819 bis 1820 als Unterinspektor bei der Restauration der Porte Saint-Martin tätig. Von 1821 bis 1826 hatte er die leitende Aufsicht beim Bau der Börse inne und arbeitete anschließend von 1827 bis 1831 als Architekt der Vorratsspeicher. Auch war er 1819 zum Mitglied des Rates der Zivilbauten ernannt worden, als dessen Sekretär er von 1824 bis 1831 fungierte.
1823 und 1827 stellte Gourlier im Louvre mehrere Tafeln mit architektonischen Zeichnungen aus und schickte zugleich in die Industriehalle eine neue aus halbkreisförmigen Backsteinkacheln bestehende Kamineinrichtung, für die er ein Patent erworben hatte. Ab 1831 stellte er im Pariser Salon architektonische Entwürfe anderer Künstler aus, die er vielleicht selbst gestochen hatte, sowie später eigene Arbeiten wie etwa 1853 und 1855 Entwürfe öffentlicher Bäder und Wohnbauten der Arbeiterschicht. Er wurde 1837 als Lehrer an der École centrale des arts et manufactures angestellt und hielt jährlich zahlreiche Vorlesungen, die er fast 15 Jahre lang fortsetzte.
1833 verlieh die Regierung Gourlier den Titel eines Generalinspektors der Zivilbauten. Im Auftrag des Kultusministeriums beaufsichtigte er ab 1835 die Restaurierungsarbeiten bei mehreren Gotteshäusern, u. a. den Bau des Chors der Kathedrale von Nantes.
Gourliers Ruhm gründet sich indessen weniger auf die von ihm aufgeführten Bauten als auf seine wissenschaftlichen Leistungen, in denen insbesondere sein Werk über die öffentlichen Wege und Privatwohnungen (Des voies publiques et des habitations particulières à Paris, Paris 1852) Beachtung verdient. Auch gehörte er mit Biet, Grillon und Tardieu zu den Herausgebern des Sammelwerks Choix d’édifices publics projetés et construits en France depuis le commencement du dix-neuvième siècle … (3 Bände, Paris 1825–50) und war Mitarbeiter des Dictionnaire de l’industrie manufacturière, commerciale et agricole sowie des Maison rustique du XIXe siècle.
Gourlier, der u. a. zum Ritter der Ehrenlegion ernannt worden war, starb am 16. Februar 1857 im Alter von 70 Jahren in Paris. Seine beiden Söhne Louis-Charles-Adolphe (1816–1858) und Paul-Dominique Gourlier (1813–1869) widmeten sich der Malerei.